# Sigeberto de Estanglia
Sigeberht de Estanglia (también conocido como San Sigebert), (Viejo inglés: Sigebryht) fue un santo y rey de Estanglia, el reino anglosajón qué hoy incluye los condados ingleses de Norfolk y Suffolk. Fue el primer rey inglés en recibir un bautismo cristiano y educación antes de su sucesión y el primero que abdicó para ingresar en la vida monástica. La fuente principal para Sigeberht es la obra de Bede Historia Eclesiástica de las Personas inglesas.
Sigeberht era probablemente un hijo o hijastro menor de Rædwald. No se sabe nada de él hasta su exilio en la Galia, posiblemente asegurar que los descendientes de mayor edad de Rædwald pudieran gobernar. Después del asesinato de su hermanastro Eorpwald en 627, Sigeberht regresó a Estanglia y llegó al trono, gobernando conjuntamente con Ecgric, que pudo haber sido hijo o sobrino de Raedwald.
Durante el reinado de Sigeberto se produjo una gran expansión del cristianismo, aunque Ecgric permaneció como pagano. Fortaleció sus alianzas con los reinos cristianos de Kent y Northumbria y jugó un papel importante en el establecimiento de la fe cristiana en su reino: recibió la ayuda de San Félix, para fundar la sede episcopal de Dommoc, fundó una escuela de latín y concedió tierras a San Fursa para la fundación de un monasterio en Cnobheresburg (posiblemente Burgh Castle). Finalmente abdicó en Ecgric y se retiró a su monasterio de Beodricesworth. En fecha desconocida, Estanglia fue atacada por Penda de Mercia y Ecgric y sus seguidores solicitaron la ayuda de Sigeberto; este se negó y fue arrastrado al campo de batalla, muriendo durante el enfrentamiento en el que el ejército de Estanglia fue aniquilado.

## Familia, exilio, conversión y educación
Sigeberto gobernó Estanglia, un pequeño reino anglosajón independiente que comprendía los condados ingleses de Norfolk y Suffolk y quizás la parte oriental de los Fens.
No sabemos nada de Sigeberto antes de su exilio en la Galia. La fuente más fiable de la que disponemos es la Historia ecclesiastica gentis Anglorum, donde Bede afirma que Sigeberto era hermano de Eorpwald e hijo de Rædwald, que gobernó entre 599 y 624, aunque William de Malmesbury le describe como hijastro de Rædwald. La teoría de hijastro está fortalecida por el hecho que el nombre Sigeberht no aparece en la dinastía Wuffinga, pero sí en la casa real de Essex. El heredero principal de Rædwald era Rægenhere (un joven con edad de luchar en 616, cuándo murió en una batalla) y su segundo heredero era Eorpwald, asesinado por el pagano Ricberht hacia 627.
Rædwald fue personalmente convertido y bautizado antes de 616 y un altar cristiano existió en su templo, pero su hijo Eorpwald no era cristiano cuando sucedió a su padre en 624. Ya que es conocido que la esposa de Rædwald (y madre de Sigeberto) no era cristiana, Sigeberto debió haber recibido pocos estímulos para convertirse al cristianismo antes de su exilio en Galia durante el reinado de Eorpwald.
Durante su estancia en la Galia, Sigerberto fue convertido y bautizado y se convirtió en un devoto cristiano y hombre de saber. Se sintió fuertemente impresionado por las instituciones y escuelas religiosas dedicadas al estudio durante su exilio.

## Rey de Estanglia

### Ascensión

Un mapa que muestra las ubicaciones generales de los pueblos anglosajones alrededor del año 600

Después de un interregno propiciado por el asesinato de Eorpwald, Sigeberto regresó a Estanglia para convertirse en rey. Probablemente a través de la fuerza, ya que su valía como comandante aparece reconocida posteriormente. Durante su reinado, parte del reino fue gobernada por Ecgric al que le unía un parentesco descrito como cognatus. Esto puede significar que Ecgric era hijo de Rædwald. Sin embargo, el historiador Steven Plunkett considera que Ecgric pudo ser realmente Æthelric, mencionado en la Anglian colección como hijo de Eni, hermano de Rædwald.
La conversión de Sigeberto pudo haber sido decisiva para lograr el poder real, ya que por aquel entonces Edwin de Northumbria (616–632 o 633) era el más poderoso rey inglés y tanto él como Eadbald, que reinaba en Kent, eran cristianos. Eadbald tenía contacto con los gobernantes francos. Después de que Dagoberto sucediera a Clotario II en Francia en 628, la aparición de Sigeberto contribuyó a reforzar la situación en Inglaterra sobre la que reposaba el poder de Edwin. Sigebert probablemente intentó convertir a Ecgric y Edwin apoyó la cristianización tomó forma en el matrimonio de su sobrina nieta Hereswitha, hermana de Hilda de Whitby, con Æthelric, el sobrino de Rædwald.

### Fundación del obispado de Estanglia

El reino de Estanglia a principios del período anglosajón

Bede relata que el apóstol de Estanglia, San Félix vino a Inglaterra desde Borgoña como obispo misionero y fue enviado por Honorio, Arzobispo de Canterbury, para ayudar a establecer el cristianismo en el reino de Sigeberto. Esto data la ascensión de Sigeberto al trono hacia 629-630, porque Félix fue obispo durante diecisiete años, su sucesor Thomas por cinco y el sucesor de Thomas, Berhtgisl Boniface otros diecisiete - y Berhtgisl murió alrededor de 669. Sigeberto estableció la sede en Dommoc, posiblemente en Dunwich o Walton, Felixstowe. Si la sede estuviera en Walton Dommoc pudo haber ocupado el lugar de un antiguo castro Romano.

### Fundación de la escuela de Estanglia
Sigeberto aseguró el futuro de la iglesia cuando creó una escuela para que los niños pudieran aprender a leer y escribir en latín, según el modelo que había conocido en la Galia. Félix le ayudó a conseguir profesores como los que enseñaban en Kent.

### Fundación de Cnobheresburg
La lealtad de Félix a Canterbury determinó la base Romana de la iglesia de Estanglia, influenciada por las líneas continentales Félix en Borgoña pudo haber estado influida por el misionero irlandés San Columbano en Luxeuil. Alrededor 633, quizás poco antes San Aidan fue enviado a Lindisfarne desde Iona, y San Fursa llegó a Estanglia desde Athlone, junto con sus sacerdotes y hermanos. Sigeberto le concedió un lugar en un viejo castro romano llamado Cnobheresburg, habitualmente identificado como Burgh Castle, cerca de Great Yarmouth. Félix y Fursa establecieron numerosas iglesias.

## Abdicación y martirio
En algún momento de su reinado, Sigeberto abdicó en Ecgric y se retiró a un monasterio. Beda no nombra la ubicación, pero fuentes más tardías lo ubican en Beodricesworth, después llamados Bury St Edmunds. Si se acepta esta identificación, el lugar más probable sería el recinto original de la abadía medieval de Bury St Edmunds. El sitio ocupaba una posición fuerte en la parte superior del valle de Lark, que desemboca en el Great Fen a través de antiguas poblaciones como Icklingham, Culford, West Stow y otros. Esto era una vía de acceso a Ely, donde una fundación de San Agustín pudo haber existido anteriormente, y hacia Soham, donde se piensa que Félix pudo haber fundado un monasterio.
En una fecha desconocida, que pudo haber sido a comienzos de la década de 640, Estanglia fue atacada por Mercia y Ecgric se vio obligado a defenderse en inferioridad numérica, aunque con un ejército de considerables dimensiones. Los Anglos Orientales apelaron a Sigeberto para que abandonara su monasterio y les dirigiera en la batalla, esperando que su presencia y la memoria de sus proezas militares animara al ejército. Sigeberto se negó, afirmando que había renunciado al mundo terrenal y que ahora solo vivía para el mundo celestial. Aun así,  fue arrastrado al campo de batalla dónde se negó a portar armas. Los mercianos vencieron y Sigeberto, Ecgric y muchos anglos orientales perdieron la vida. De este modo Sigeberto se convirtió en mártir cristiano.